# Daniele Rosa
Daniele Rosa (Susa, 29 ottobre 1857 – Novi Ligure, 26 aprile 1944) è stato uno zoologo e glottoteta italiano specializzato nello studio degli invertebrati.

## Biografia
Rosa si laureò all'Università di Torino, con una tesi sui pesci d'acqua dolce.
È noto per la sua teoria ortogenetica dell'evoluzione, nota come "ologenesi". La sua teoria propose che l'evoluzione sia guidata internamente.
Lo storico della scienza Peter J. Bowler ha posto in rilievo come la teoria di Rosa della ologenesi sia stata "ignorata o abbandonata dai moderni sostenitori del Neodarwinismo". La sua teoria dell'ortogenesi non è oggi considerata valida.
Tuttavia Rosa ha effettuato importanti ricerche in biogeografia e cladistica. Le sue ricerche hanno influenzato il biogeografo Léon Croizat.

### Il "Nov Latin"
Daniele Rosa ha anche un posto nella storia dell'interlinguistica, in quanto propose nel 1890 un progetto di lingua artificiale da lui chiamato Nov latin, basato sulla semplificazione del latino. Nonostante questo progetto non avesse avuto al momento molto seguito, fu però l'ispiratore di molti progetti successivi di lingue ausiliarie internazionali basate sul latino, come il più noto Latino sine flexione del matematico Giuseppe Peano.

## Pubblicazioni
- Ologenesi; Nuova Teoria dell'Evoluzione e della Distribuzione Geografica dei Viventi (1918)
- L'Ologénèse; Nouvelle Théorie de l'Évolution et de la Distribution Géographique des Êtres Vivants (Revised French translation) (1931)